# Laura Alonso Padin
Laura Alonso Padin, född 2 januari 1976 i Vilagarcía de Arousa, Spanien, är en spansk operasångerska (sopran).